# Franz Seybold
Franz Seybold (* 9. April 1912 in Cannstatt; † 22. September 1978) war ein deutscher Fußballspieler und Fußballtrainer.

## Sportliche Karriere
Als Zwölfjähriger trat Seybold in die C-Jugendmannschaft des VfB Stuttgart ein. Bereits mit 18 Jahren spielte er in der ersten Mannschaft. 1933 spielte er kurzzeitig für den Polizeisportverein Stuttgart. In den Jahren 1935, 1937 und 1938 wurde Seybold mit dem VfB Stuttgart Meister der Gauliga Württemberg. In denselben Jahren bestritt er sämtliche 22 Spiele in den Endrunden um die deutsche Meisterschaft, bei der der VfB 1935 Vizemeister und 1937 Dritter wurde. Während Seybold 1935 noch hauptsächlich als linker Verteidiger aufgeboten wurde, spielte er später auf der rechten Abwehrseite. Im Februar 1943 berief ihn Reichstrainer Sepp Herberger zu einem Vorbereitungslehrgang für das im April geplante Länderspiel in Spanien. Seybolds Länderspielkarriere zerschlug sich jedoch, da wegen der Ausrufung des „totalen Krieges“ bis zum Ende des Zweiten Weltkrieges keine Länderspiele mehr ausgetragen wurden.
Bis 1950 war Seybold in Kriegsgefangenschaft, danach begann er als Trainer zu arbeiten. In der Saison 1950/51 trainierte er den Amateurligisten VfR Aalen und führte ihn in die 2. Oberliga. Danach verließ er den Verein wieder und wurde Nachwuchstrainer bei VfB Stuttgart. Mit den Amateuren wurde er 1960 württembergischer und süddeutscher Meister, 1963 deutscher Amateurmeister, 1967 erneut württembergischer Meister und 1971 deutscher Vizemeister.
Als der VfB-Trainer Kurt Baluses nach dem 22. Bundesligaspieltag entlassen wurde, übernahm Seybold am 25. Februar 1965 kurzzeitig den Trainerposten bei der Bundesligamannschaft. Am 7. März 1965 machte für den neuen Cheftrainer Rudi Gutendorf Platz. Ein weiteres Mal nahm Seybold in der Saison 1969/70 auf dem Trainerstuhl des VfB Stuttgart Platz und führte die Bundesliga-Mannschaft auf den siebten Platz am Saisonende. Nach Auseinandersetzungen mit VfB-Präsident Hans Weitpert wechselte Seybold 1973 zum Amateurligisten SpVgg 07 Ludwigsburg.

## Persönliches
Seybold absolvierte die Real- und Handelsschule. 1930 wurde er Anwärter für den württembergischen Landespolizeidienst an der Polizeischule in Ellwangen. 1931 wurde er nach Stuttgart versetzt, 1934 nach Esslingen am Neckar und 1935 nach Durlach. 1936 wurde er als Unteroffizier in die 35. Infanterie-Division der Wehrmacht überführt. Nach dem Westfeldzug gehörte er der Besatzungstruppe in Frankreich und Belgien an. Ab 1941 war er mit seiner Division an dem Angriff auf die Sowjetunion beteiligt. Er wurde mehrfach befördert und ausgezeichnet. Ab 1943 wurde er als Führer einer Kraftfahrzeugkolonne eingesetzt. Ihm wurde unter anderem das Eiserne Kreuz und das Kriegsverdienstkreuz zweiter Klasse mit Schwertern verliehen. Seybolds Division war an Kriegsverbrechen beteiligt. Zuletzt gehörte er als Oberleutnant und Ordonnanzoffizier zum Stab der 35. Infanterie-Division. Seybold geriet am 15. Mai 1945 auf Bornholm in sowjetische Kriegsgefangenschaft. Am 1. Januar 1950 wurde er aus der Gefangenschaft, die er zuletzt in Minsk verbracht hatte, entlassen. Einen Tag später erreichte er die Bundesrepublik.
Seybold war ab 1939 zum ersten Mal verheiratet. Seine erste Frau kam 1945 bei einem Bombenangriff ums Leben. 1952 heiratete er ein zweites Mal.